# Apatochernes curtulus
Espèce
Apatochernes curtulus est une espèce de pseudoscorpions de la famille des Chernetidae.

## Distribution
Cette espèce est endémique de Nouvelle-Zélande.

## Description
La femelle holotype mesure 2,7 mm.
Le mâle décrit par Beier en 1976 mesure 2,0 mm et les femelles de 2,3 à 2,7 mm.

## Publication originale
- Beier, 1948 : Über Pseudoscorpione der australischen Region. Eos, vol. 24, p. 525-562 (texte intégral).